# هنري رويس
السير فريدريك هنري رويس، البارون الأول (27 مارس 1863 – 22 أبريل 1933)، كان مهندسًا إنجليزيًا بارزًا، عُرف بابتكاراته في تصميم محركات السيارات والطائرات، واكتسب شهرة واسعة بفضل موثوقية وجودة محركاته العالية. شارك في تأسيس شركة رولز-رويس إلى جانب كل من تشارلز رولز وكلود جونسون.
ركزت شركة رولز-رويس في بداياتها على تصنيع سيارات فاخرة بمحركات قوية تتراوح قوتها بين 40 و50 حصانًا، وكان من أبرز طرازاتها "سيلفر غوست". وبعد اندلاع الحرب العالمية الأولى، طور رويس أول محرك طائرة، مما جعل محركات الطائرات المنتج الأساسي للشركة.
بحلول عام 1911، بدأت صحة رويس تتدهور، فانتقل من مصنعه في ديربي بمنطقة ميدلاندز إلى جنوب إنجلترا برفقة فريق من المصممين، وكان يقضي فصول الشتاء في جنوب فرنسا بحثًا عن مناخ معتدل. توفي رويس في منزله الواقع في ساسكس خلال ربيع عام 1933.

## النشأة
ولد عام 1863 في قرية الولتون في هنتينغدونشير بالقرب من بيتربرة في شرق إنجلترا. كان والداه جيمس رويس وماري (كينج) رويس. كان هنري الأصغر بين الأبناء الخمس. استأجر والده مطحنة دقيق إلا أن المشروع فشل وانتقلت العائلة إلى لندن. مات الأب في 1872 واضطر هنري إلى العمل كبائع جرائد بعد سنة واحدة من ذهابه للمدرسة. بعدها بست سنوات، بدأ عمل تدريبي في شركة للسكك الحديدية. في عام 1884 ومن خلال مدخراته وعبر شراكة مع صديق له يُدعى إرنست كلارمونت، بدأ هنري رويس أول ورشة له في مانشستر.